# Zucchero/Nostalgia
Zucchero/Nostalgia è un disco 45 giri di Rita Pavone, prodotto da Teddy Reno e pubblicato nel 1969.
Zucchero è un brano musicale scritto da Mogol, Luigi Clausetti, Roberto Guscelli, Piero Soffici e Roberto Soffici, con il quale la Pavone, in abbinamento con i Dik Dik, si presenta per la prima volta al Festival di Sanremo, posizionandosi al 13º posto nella serata finale della Kermesse.
L'arrangiamento del brano è curato dal direttore d'orchestra inglese John Fiddy, che aveva già lavorato con la Pavone in altre incisioni effettuate a Londra e che, in questo caso, si recò a Milano; ai cori della canzone parteciparono tra gli altri Ricky Gianco e Lucio Battisti.
Nostalgia è il brano contenuto sul lato B del singolo, scritto da Luigi Claudio, Vittorio Bezzi e Carlo Scartocci.

## Classifica settimanale
| Classifica (1969) | Posizione | Artista     |
| ----------------- | --------- | ----------- |
| Italia            | 6         | Rita Pavone |

## Classifica annuale
| Classifica (1969) | Posizione | Artista     |
| ----------------- | --------- | ----------- |
| Italia            | 63        | Rita Pavone |